# Family estrangement
Family estrangement (möjligen familjkontaktförlust eller familjestrangering på svenska) är förlusten av en tidigare existerande relation mellan familjemedlemmar, genom fysisk och/eller känslomässig distansering, ofta i den utsträckningen att det finns försumbar eller ingen kommunikation mellan de inblandade individerna under en längre period.
Främlingskap kan härröra från direkta interaktioner mellan de drabbade, inklusive traumatiska upplevelser av våld i hemmet, övergrepp, försummelse, misskötsel från föräldrar såsom upprepade explosiva utbrott eller intensiva äktenskapliga konflikter och meningsskiljaktigheter, anknytningsstörningar, olika värderingar och övertygelser, besvikelse, stora livshändelser eller händelser i livet eller dålig kommunikation. Det kan också bero på inblandning eller inblandning av en tredje part.  
Kontaktförlusten är ofta oönskad, eller anses otillfredsställande, av minst en inblandad part. 
Främlingskap mellan syskon kallas syskonfrämlingskap. Främlingskap från en förälder orsakad av en annan förälders medvetna eller omedvetna handlingar kallas föräldraalienation.

## Terminologi
Det verkar saknas en vedertagen term och definition på svenska av detta fenomen (källa socialstyrelses termbank). Två 
möjliga termer är familjkontaktförlust eller familjestrangering, men ingen av dessa har hittats i forskningen på DiVA (senast kollat januari 2024).